# Rhagodes massaicus
Rhagodes massaicus är en spindeldjursart som beskrevs av Roewer 1933. Rhagodes massaicus ingår i släktet Rhagodes och familjen Rhagodidae. Inga underarter finns listade i Catalogue of Life.